# Retusidae
Famille
Les Retusidae sont une famille de très petits escargots de mer bulleux-cylindriques de la super-famille des Bulloidea.

## Liste des genres
Selon World Register of Marine Species (1 janvier 2022) :
- genre Osorattis Iredale, 1929
- genre Pyrunculus Pilsbry, 1895
- genre Relichna Rudman, 1971
- genre Retusa T. Brown, 1827
- genre Spissitydeus Iredale, 1936

### Genres mis en synonymie
- Coléophyse : synonyme de Retusa T. Brown, 1827
- Cylichnina Monterosato, 1884 : synonyme de Retusa T. Brown, 1827
- Mamilloretusa F. Nordsieck, 1972 accepté comme Retusa T. Brown, 1827
- Sao H. Adams & A. Adams, 1854 accepté comme Pyrunculus Pilsbry, 1895
- Sulcularia Dall, 1921 accepté comme Sulcoretusa JQ Burch, 1945
- Utriculus T. Brown, 1844 accepté comme Retusa T. Brown, 1827

## Galerie

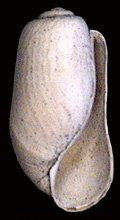
Coquille de Retusa obtusa (en).
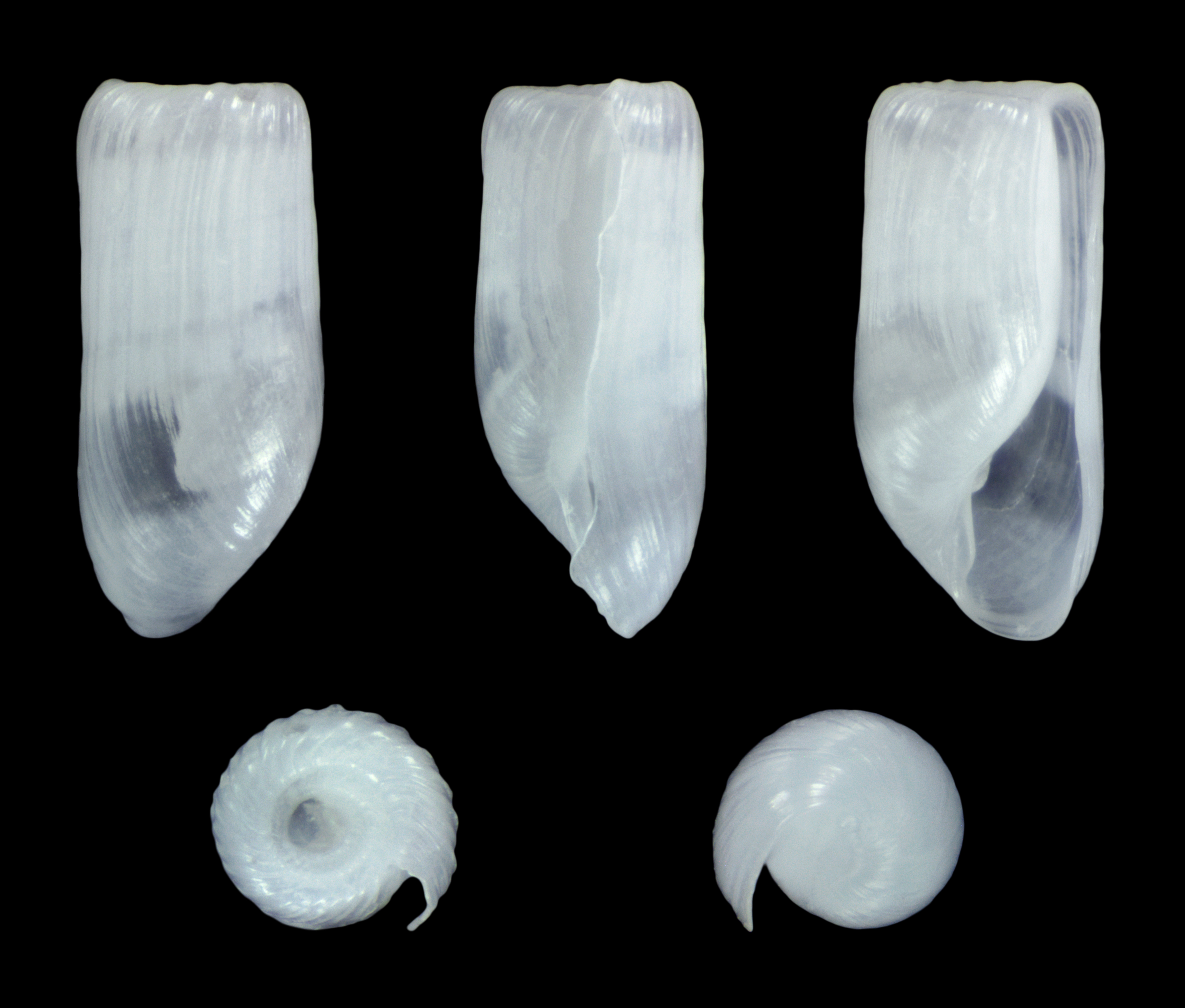
Coquilles de Retusa leptoeneilema.